# Stapel, Schleswig-Holstein
Stapel är en kommun i Kreis Schleswig-Flensburg i förbundslandet Schleswig-Holstein i Tyskland. 
Kommunen bildades 1 mars 2018 genom en sammanslagning av de tidigare kommunerna Norderstapel och Süderstapel.
Kommunen ingår i kommunalförbundet Amt Kropp-Stapelholm tillsammans med ytterligare 13 kommuner.